# Elsa Woutersen-van Doesburgh
Elsa Woutersen-van Doesburgh (1875-1957) foi uma artista holandesa.

## Biografia
Woutersen-van Doesburgh, nascida van Doesburgh, nasceu no dia 7 de dezembro de 1875 em Amsterdão. Frequentou a Quellinusschool, a Académie des Beaux-Arts em Bruxelas e a Rijksakademie van beeldende kunsten. Os seus professores incluíram August Allebé, Robert von Haug e Jacob Ritsema. Em 1910 ela foi premiada com o Willink van Collen prijs (Prémio Willink van Collen). Em 1911 casou-se com Wouter Petrus Wouterse.⁣ O seu trabalho foi incluído na exposição e venda de 1939 Onze Kunst van Heden (A Nossa Arte de Hoje) no Rijksmuseum, em Amsterdão. Woutersen-van Doesburgh era um membro do Arti et Amicitiae.
Willeboordsel faleceu no dia 8 de março de 1957, em Bloemendaal.